# Laufey Regio
La Laufey Regio è una struttura geologica della superficie di Venere.